# Aeroportul Municipal Slayton
Aeroportul Municipal Slayton (IATA: NSL, ICAO: KDVP, FAA LID: DVP) este un aeroport din Comitatul Murray, Minnesota, Statele Unite ale Americii ce deservește zona Slayton⁠(d).
Situat la o altitudine de 494,6904 m, aeroportul dispune de 1 pistă.

## Infrastructură

### Piste
Aeroportul dispune de o singură pistă. Pista 17/35 are suprafața de asfalt și dimensiunile 3.005 picioare × 60 picioare. 